# Paulo Abreu Lima
Paulo Monteiro, mais conhecido pelo seu pseudónimo Paulo Abreu Lima (Angola, 23 de Novembro de 1952 - Beja, 12 de Janeiro de 2021), foi um compositor e músico português. Escreveu canções para músicos de renome como Mariza, Raquel Tavares e Cuca Roseta, e participou por diversas vezes no Festival RTP da Canção, como letrista e intérprete.

## Biografia

### Nascimento
Paulo Abreu Lima nasceu em 23 de novembro de 1952, na província portuguesa de Angola.

### Carreira
O seu nome verdadeiro era Paulo Monteiro, sendo mais conhecido pelo seu pseudónimo Paulo Abreu Lima.
Destacou-se como poeta, músico e letrista, tendo escrito letras para músicos conceituados como António Zambujo, Buba Espinho, a banda Adiafa, Raquel Tavares, Rui Veloso, Mariza e Cuca Roseta. Algumas das suas canções mais conhecidas são a Feira de Castro, que foi musicada por Rui Veloso e interpretada por Mariza, Voar Alto, interpretada por Carla Pires, e Não me esperes de volta, de Raquel Tavares. Também foi o autor dos temas do espectáculo 100 Passos – 12 Canções de Amor, durante o festival B de Beja, que foram depois compilados num disco. Foi igualmente o autor da versão portuguesa da canção A Thousand Years, do músico britânico Sting, que interpretou em conjunto com Mariza para o álbum dos Jogos Olímpicos de Atenas, em 2004.
Esteve presente por diversas vezes no Festival RTP da Canção, tendo a sua primeira participação sido em 2001, como autor e intérprete da canção Da Terra à Lua, em conjunto com a cantora Lura. Concorreu como letrista mm 2006, com a canção As Minhas Guitarras, musicada por Cuca Roseta, e em 2009 com a música Lua Sem Luar, intepretada por Nuno Norte. Na edição de 2010 foi o autor do tema Arco-Íris Dentro de Mim, para a banda Ouro, e em 2011 da canção Voar Alto, musicada por Carla Pires. A sua última passagem por aquele evento foi em 2014, quando escreveu a letra da música Nas Asas da Sorte, interpretada por Zana, que chegou a quarto lugar nas finais.
Tornou-se beneficiário da Sociedade Portuguesa de Autores em Março de 1999, tendo começado a colaborar com aquela associação em Dezembro de 2007. Também foi um dos responsáveis pela apresentação de várias candidaturas à UNESCO, para a classificação de Património Imaterial da Humanidade.
Viveu durante várias décadas na cidade de Beja, onde escreveu a maior parte das suas obras. Demonstrou um especial apreço pela região do Alentejo, uma vez que, segundo o próprio, ali existia a paz e serenidade para poder escrever canções simples e despretensiosas.

### Falecimento e homenagens
Faleceu em 12 de Janeiro de 2021, na cidade de Beja, aos 68 anos de idade, vítima de uma doença prolongada.
Por ocasião da sua morte, a Direcção Regional de Cultura do Alentejo emitiu uma nota de pesar, onde destacou a sua contribuição «para a cultura no Alentejo. O seu desaparecimento, que lamentamos profundamente, representa uma perda para toda a região.». O presidente da Câmara Municipal de Beja, Paulo Arsénio, também lamentou a sua morte, tendo classificado Paulo Abreu Lima como «uma figura maior», tal como a Sociedade Portuguesa de Autores, que recordou a sua cooperação com aquela entidade. Vários músicos também declararam igualmente o seu pesar pela morte de Abreu Lima, como o cantor Buba Espinho e a banda Monda.